# Giuseppe Piazzi (vescovo)
Giuseppe Piazzi (Casalbuttano ed Uniti, 3 settembre 1907 – Engelberg, 5 agosto 1963) è stato un vescovo cattolico italiano.

## Biografia
Nacque a Casalbuttano il 3 settembre 1907, in provincia e diocesi di Cremona.

### Ministero sacerdotale
Dopo l'ordinazione sacerdotale, ebbe l'incarico di professore di Sacra scrittura nei corsi teologici del Seminario cremonese. 
 Dopo il luglio del 1941, col consenso del vescovo Giovanni Cazzani, tradusse le tre omelie, critiche verso le più recenti leggi naziste, del vescovo cattolico tedesco Clemens August von Galen, procurate clandestinamente tramite canali svizzeri.
Nel 1942 il vescovo Cazzani lo nominò parroco della parrocchia cittadina dei ss. Ilario e Apollinare; in tale veste subì perquisizioni e angherie da parte degli agenti dell'Ufficio politico investigativo della Repubblica sociale, a motivo della asserita protezione offerta a giovani renitenti alla leva. Nella prima decade di aprile 1945, per aver accolto in chiesa un gruppo di aderenti al Fronte della gioventù reduci da un movimentato trafugamento di armi in una vicina caserma, venne arrestato e portato nella sede cremonese dell'UPI a Villa Merli, luogo di interrogatori e di torture, da cui venne rilasciato dopo alcuni giorni anche per intervento della Curia vescovile. In tale ministero ecclesiale rimase fino alla nomina a vescovo.

### Ministero episcopale
L'8 agosto 1950 fu nominato vescovo di Crema.
Nel corso del suo episcopato cremasco Piazzi si contraddistinse innanzi tutto per il suo coinvolgimento nella lotta contro il comunismo, come peraltro auspicato dallo stesso pontefice Pio XII. Mezzi di tale lotta furono il rilancio del settimanale diocesano Il Nuovo Torrazzo, la ripresa delle pubblicazioni del Bollettino diocesano e la predicazione, che assunse forti accenti anticomunisti.
Piazzi ebbe inoltre modo di distinguersi, nell'ambito di un programma complessivo di rilancio della diocesi cremasca, in attività di tipo sociale e caritatevole (nascita del "Cuore di Crema", centro per l'accoglienza per le persone meno abbienti), di formazione del clero e del laicato. Punti culminanti dell'azione di Piazzi a Crema furono la visita pastorale, portata a compimento tra il 1951 e il 1953, e la celebrazione del sinodo diocesano, conclusosi proprio in concomitanza con la notizia del suo trasferimento alla cattedra vescovile bergamasca.
Il 1º ottobre 1953 venne trasferito alla sede episcopale di Bergamo.
Morì il 5 agosto 1963 a Engelberg, in Svizzera, durante un breve soggiorno di riposo presso il monastero benedettino.

## Genealogia episcopale e successione apostolica
La genealogia episcopale è:
- Cardinale Scipione Rebiba
- Cardinale Giulio Antonio Santori
- Cardinale Girolamo Bernerio, O.P.
- Arcivescovo Galeazzo Sanvitale
- Cardinale Ludovico Ludovisi
- Cardinale Luigi Caetani
- Cardinale Ulderico Carpegna
- Cardinale Paluzzo Paluzzi Altieri degli Albertoni
- Papa Benedetto XIII
- Papa Benedetto XIV
- Papa Clemente XIII
- Cardinale Marcantonio Colonna
- Cardinale Giacinto Sigismondo Gerdil, B.
- Cardinale Giulio Maria della Somaglia
- Cardinale Carlo Odescalchi, S.I.
- Cardinale Costantino Patrizi Naro
- Cardinale Lucido Maria Parocchi
- Cardinale Agostino Gaetano Riboldi
- Vescovo Francesco Ciceri
- Arcivescovo Giovanni Cazzani
- Vescovo Giuseppe Piazzi

La successione apostolica è:
- Vescovo João Batista Marchesi, S.D.B. (1962)
- Vescovo Luigi Morstabilini (1962)